# Korsvägen
A Korsvägen (LITERALMENTE Cruzamento de Estradas) é uma praça central da cidade de Gotemburgo, na Suécia. 

Com a forma de Y, está situada no cruzamento da rua Södra Vägen com a rua Skånegatan e a estrada Örgrytevägen. 

É um importante ponto da rede de transportes, da cultura popular da cidade e de intensa atividade comercial.

## Locais importantes na área da Korsvägen
- Liseberg
- Centro de Exposições e Congressos da Suécia
- Universeum
- Museu da Cultura Mundial
- Gothia Towers
- Scandinavium